# Entre cour et jardin

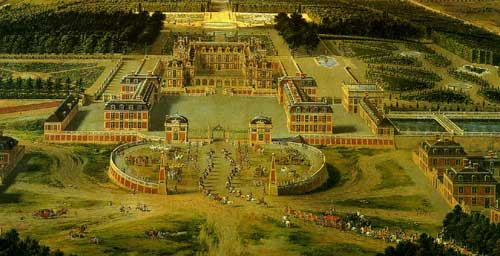
Pałac wersalski – przykład pałacu entre cour et jardin (obraz Pierre'a Patela, XVII wiek)

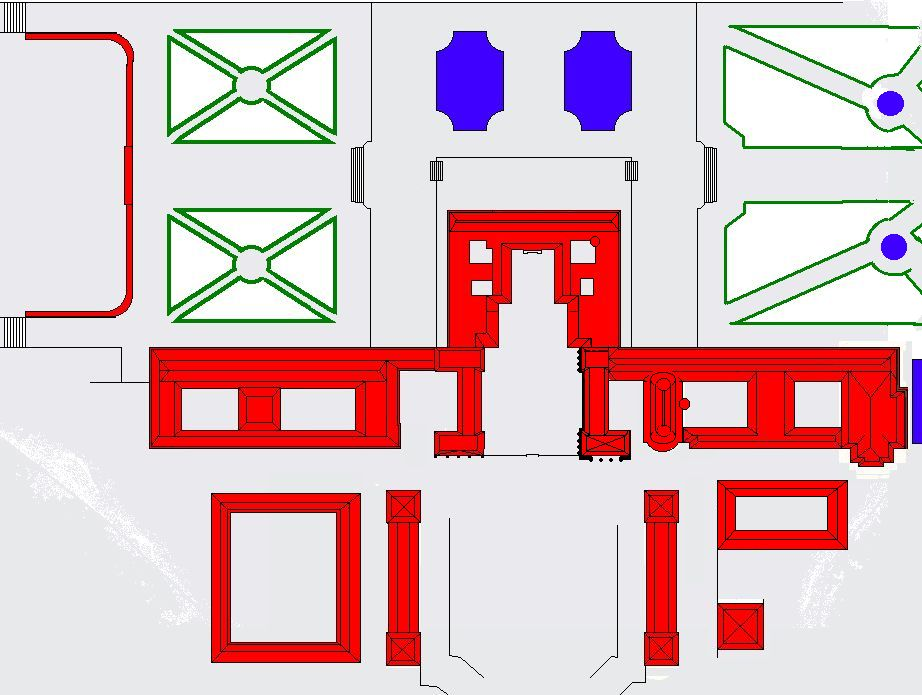
Wersal – schematyczny plan założenia, stan na rok 1789

Entre cour et jardin (fr. między dziedzińcem a ogrodem) – typ pałacu barokowego, wykształconego we Francji w XVII wieku. Główny budynek, zwany corps de logis, leżał na osi między dziedzińcem honorowym (cour d’honneur) a ogrodem, znajdującym się na tyłach pałacu.
Najznamienitszymi przykładami takiego założenia są Vaux-le-Vicomte oraz pałac wersalski.
W Polsce przykładowym pałacem w tym stylu jest pałac Mniszchów w Dukli.